# 八千代市立高津小学校
八千代市立高津小学校は、千葉県八千代市高津に存在する小学校である。
近くに八千代市立高津中学校が存在する。

## 沿革
- 1972年（昭和47年）
  - 4月 - 八千代市立高津小学校として開校。
  - 7月 - 高津小学校PTA設立し、設立総会開催。
- 1973年（昭和48年）
  - 4月 - プール開設。
  - 8月 - 増築校舎3階9教室完成。
- 1974年（昭和49年）10月 - 体育館完成。
- 1975年（昭和50年）
  - 4月 - 南高津小学校開設に伴い、高津団地3街区と東洋団地から通う児童（2年～5年）381名が転出。
  - 11月 - 体育施設、吊橋工事完成。
- 1977年（昭和52年）1月 - 校歌作成し、発表会開催。
- 1978年（昭和53年）3月 - 特別教室（図工・家庭・職員室）完成。
- 1979年（昭和54年）3月 - 校舎増築完成（普通教室9）。
- 1982年（昭和57年）
  - 2月 - 校舎増築完成（普通教室3）。
  - 3月 - 創立10周年記念式典挙行。
- 1984年（昭和59年）4月 - 新木戸小学校開設に伴い、大和田新田（一部）から通う児童（2年～5年）113名が転出。
- 1987年（昭和62年）8月 - 校舎塗装工事
- 1989年（平成元年）8月 - 同名校交流（新居浜市立高津小学校）。
- 1990年（平成2年）
  - 2月 - 外周フェンス改修工事。
  - 8月 - 教室・廊下および音楽室の床張り替え工事。
- 1992年（平成4年）1月 - ホ－ル（多目的室）完成。
- 2002年（平成14年）3月 - 創立30周年記念集会開催。
- 2003年（平成15年）
  - 4月 - 新木戸小学区の一部を高津小学区に編入。
  - 9月 - パソコン機器入れ替え。
- 2005年（平成17年）6月 - 大和田西小学区の一部を高津小学区に編入。
- 2007年（平成19年）11月 - 創立35周年記念バザー開催。
- 2011年（平成23年）10月 - 創立40周年記念バザーおよび記念集会開催。
- 2014年（平成26年）5月 - 第1期校舎地震補強及びトイレ改修工事。
- 2015年（平成27年）5月 - 第2期校舎地震補強及びトイレ改修工事。
- 2016年（平成28年）10月 - 創立45年記念高津ふれあいまつり開催。
- 2017年（平成29年）3月 - プール改修工事。

## 児童数
令和5年度時点
| 学年 | 1年 | 2年 | 3年 | 4年 | 5年 | 6年 | 特別支援   | 合計 |
| ---- | --- | --- | --- | --- | --- | --- | ---------- | ---- |
| 学級 | 2   | 2   | 2   | 2   | 2   | 2   | 2          | 14   |
| 児童 | 66  | 66  | 67  | 71  | 79  | 75  | 9 （内数） | 424  |

## 通学区域
出典
- 高津（一部）
- 高津団地1街区
- 高津団地2街区
- 大和田新田（一部）
- 東高津2丁目（2番地〜4番地、8番地、9番地、11番地）

## 進学先中学校
- 八千代市立高津中学校

## 周辺
- 学校法人晃栄学園さくら第二幼稚園 - 敷地が隣接、かつ進学前幼稚園のひとつ。
- 高津運動公園グラウンド - 八千代市道をはさんで、敷地が隣接。
- 高津小鳥の森
- 八千代市立高津中学校
- UR都市再生機構高津団地
  - クレヨンキッズ八千代緑が丘園
  - 高津SC
    - 八千代介護予防センター
    - 八千代市役所高津連絡所

  - 八千代高津郵便局
- 八千代市役所高津支所

## アクセス
- 東洋バス「高津小学校」停留所下車。
- 京成電鉄本線八千代台・東葉高速鉄道東葉高速線八千代緑が丘両駅から、上述の東洋バスに乗車し、「高津小学校」停留所下車。